# Adoreleptus lanatus
Adoreleptus lanatus är en skalbaggsart som beskrevs av Fabricius 1801. Adoreleptus lanatus ingår i släktet Adoreleptus och familjen Rutelidae. Inga underarter finns listade i Catalogue of Life.